# Chungnyeol Wang
König Chungnyeol Wang (koreanisch 충렬왕) (* 3. April 1236 in Kaesŏng, Königreich Goryeo; † 30. Juli 1308 in Kaesŏng, Goryeo) war während seiner Regierungszeit von 1274 bis 1308 der 25. König des Goryeo-Reiches und der Goryeo-Dynastie (고려왕조) (918–1392).

## Leben
Chungnyeol Wang war der erstgeborene Sohn von König Wonjong (원종) und seiner Königin Jeongsun (정순), die dem Gyeongju Kim Clan entstammte. Zu seiner Geburt bekam Chungnyeol den Namen Wang Geo (王昛) verliehen. Im Jahr 1271 entsandte ihn sein Vater an den Hof des Herrschers des Mongolenreiches, wo er verheiratet wurde. König Chungnyeol Wang war insgesamt mit zwei Frauen verheiratet, mit Königin Jangmok (장목), die dem mongolischen Borjigin Clan entstammte, und mit Prinzessin Jeongshin (정신), die dem Kaesong Wang Clan zugehörig war. Mit seiner ersten Frau hatte er einen Sohn, der ihn nach seinem Tod im Jahr 1308 als König Chungseon Wang (충선왕) und 26. König der Goryeo-Dynastie in der Thronfolge beerbte. Mit seiner zweiten Frau hatte er einen Sohn und zwei Töchter, die zu Prinzen und Prinzessinnen ernannt wurden. Mit einer seiner Konkubinen hatte er einen weiteren Sohn.
Als Chungnyeols Vater 1274 verstarb, befand sich Chungnyeol noch als Prinz in der Hauptstadt der Mandschurei, wurde dort zum König von Shenyang (瀋陽市) ernannt und sollte von dort aus über Goryeo herrschen. Damit wollte sich das Mongolenreich die Kontrolle über Goryeo sichern, was später aber zu Streitigkeiten um den Thron zwischen Wang Ko (왕고), einem Neffen von König Chungseon Wang (충선왕) und König Chungsuk Wang (충숙왕) sowie später König Chunghye Wang (충혜왕) führte.
Während der Regentschaft von König Chungnyeol bekam der Konfuzianismus wieder mehr Aufmerksamkeit und Bedeutung, was dazu führte, dass die nationale Akademie Gukhak (국학) und der nationale Schrein Munmyo (문묘) wieder hergestellt und dortige Studierende unterstützt wurden. Chinesische Klassik und Geschichte standen im Lehrplan im Vordergrund. So wurde König Chungnyeols Sohn Chungseon Wang auch in Chinesisch besonders ausgebildet und verbrachte später einen Großteil seines Lebens in der Hauptstadt der Yuan-Dynastie, wo er enge Beziehungen zu den dortigen Gelehrten aufbaute.
König Chungnyeol verstarb im Jahr 1308. Sein Sohn, der ihm auf den Thron folgte, verbrachte nahezu seine gesamte Regierungszeit von fünf Jahren in der Hauptstadt der Yuan-Dynastie, bis er im Jahr 1313 abgesetzt wurde.

## Unter der Kontrolle der Mongolen
König Chungnyeol Wang war der erste König der Goryeo-Dynastie, der nach den verlorenen Kriegen Goryeos gegen die Mongolen und dem anschließend geschlossenen Friedensvertrag, der die Unterwerfung des Reiches unter der Herrschaft des Mongolenreiches forderte, eine mongolische Prinzessin zur Frau nehmen musste. Auch mussten alle Männer, beginnend mit König Chungnyeol Wang und angefangen vom König bis hinunter zu einfachen Bürgern den mongolischen Haarstil tragen, bei dem das vordere Haar gänzlich entfernt wurde und am hinteren Teil des Kopfes ein geflochtener Zopf getragen wurde. Ebenso war es Pflicht mongolische Kleidung zu tragen, die mongolische Sprache zu sprechen und die jungen Prinzen des Hofes zur Ausbildung in das mongolische Reich zu senden.
Mit König Chungnyeol Wang begann auch die Pflicht der Könige Goryeos mongolische Namen zu verwenden. So wie für frühere Könige geschehen, durften nun die Silben jo (kor.: 조, chin.: 祖) für Stammvater und jong (kor.: 종, chin.: 宗) für Vorfahren, um einen posthumen Tempelnamen für die Könige zu kreieren, nicht mehr verwendet werden. Stattdessen mussten die Namen der Könige mit dem Präfix chung (kor.: 충, chin.: 忠) versehen werden, um damit den Geist der Loyalität gegenüber der Yuan-Dynastie auszudrücken. Den Zusatz wang (王), als Zeichen für König, musste hinter dem Namen gesetzt werden.
Mit der Macht der Mongolen über das Goryeo-Reich waren dessen Könige für nunmehr knapp 80 Jahre nicht mehr unabhängige Herrscher ihres Königreichs, sondern wurden als Schwiegersöhne fest in die Struktur der Yuan-Dynastie integriert. Dies änderte sich erst mit König Gongmin Wang (공민왕), der es schaffte, Goryeo von der Herrschaft der Mongolen zu befreien.